# Gary Jules
Gary Jules Aguirre, né le 19 mars 1969 à Fresno (Californie), est un auteur-compositeur-interprète américain.

## Mad World

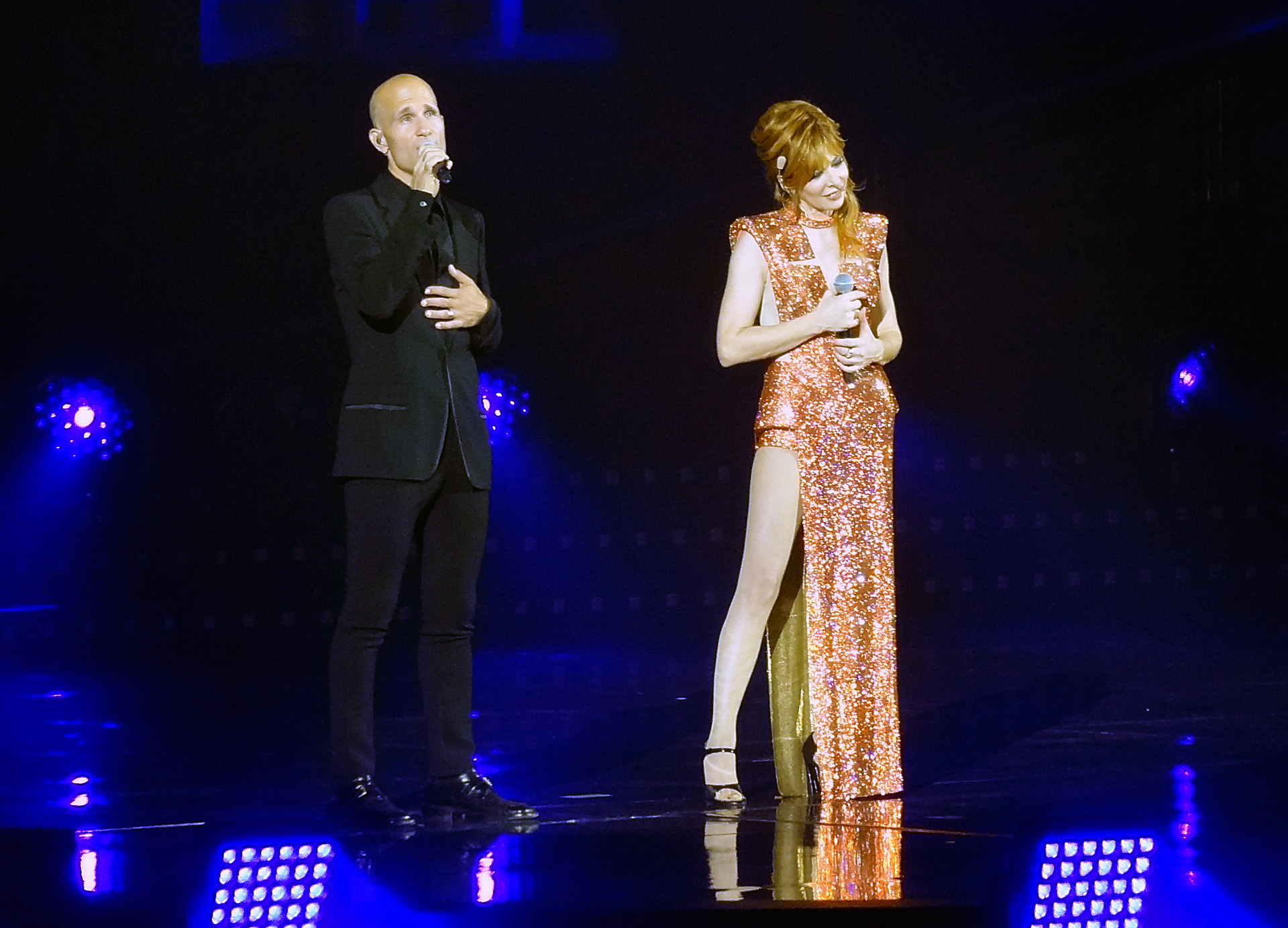
Gary Jules et Mylène Farmer lors d'un concert à Bercy en 2013.

Gary Jules enregistra avec son ami Michael Andrews une reprise de la chanson Mad World du groupe Tears for Fears pour le film Donnie Darko.
En décembre 2003, deux ans après la sortie de ce film, le single fut réédité en Angleterre, à l'occasion de Noël, où il devint un énorme tube se classant 1er durant trois semaines consécutives ; puis se propagea au Canada et aux États-Unis où il fut souvent présent dans des séries télévisées (Smallville ou encore Jericho et même Les Experts et FBI : Portés disparus) ainsi que dans la bande-annonce du jeu vidéo Gears of War, et est maintenant la bande son du trailer de The Crazies.
Cette reprise fut également un grand succès en Europe continentale, notamment en Allemagne, en Autriche, au Danemark, aux Pays-Bas et en Suède, atteignant dans ces pays le Top 20.
Il est présent lors du Timeless Tour de Mylène Farmer, dès le 7 septembre 2013 à Bercy. Il interprète avec elle Mad World puis Les Mots.